# Phlegopsis
Phlegopsis är ett litet fågelsläkte i familjen myrfåglar inom ordningen tättingar. Släktet omfattar tre arter som förekommer i Amazonområdet i Sydamerika:
- Svartfläckig myrfågel (P. nigromaculata)
- Rödvingad myrfågel (P. erythroptera)
- Borstmyrfågel (P. borbae)